# Singapore Challenger 1998
Il Singapore Challenger 1998 è stato un torneo di tennis facente parte della categoria ATP Challenger Series nell'ambito dell'ATP Challenger Series 1998. Il torneo si è giocato a Singapore in Singapore dal 16 al 22 febbraio 1998 su campi in cemento.

## Vincitori

### Singolare
Fernando Vicente ha battuto in finale  Juan Antonio Marín con il punteggio di 6–4, 6–4

### Doppio
Jim Thomas /  Laurence Tieleman hanno battuto in finale  James Holmes /  Andrew Painter con il punteggio di 6–3, 3–6, 7–6